# Костенурките нинджа
 Тази статия е за екипа от четирите костенурки и прочутата Виктория.  За други значения вижте Костенурките нинджа (пояснение).  
Костенурките нинджа 
(на английски: Teenage Mutant Ninja Turtles) е екип от четири мутирали костенурки, които са тренирани от своя сенсей, учителя Сплинтър, за да станат обучени нинджа воини. Те живеят в каналите на Ню Йорк, изолирани от обществото, и се бият срещу дребни крадци, зли мегаломанияци и извънземни нашественици.

## Герои
- Леонардо – Лидерът на костенурките, Леонардо е смел, решителен и отдаден ученик на бойните изкуства. Верен привърженик на Бушидо, той има силно чувство за чест и справедливост. Той носи синя маска и чифт катани. Кръстен е на Леонардо да Винчи.
- Рафаело – Анти-героят на екипа, Рафаело има агресивна натура и рядко се колебае да нанесе първия удар. Личността му е агресивна, саркастична и пълна с гняв. Той носи червена маска и две остри саи. Кръстен е на Рафаело Санцио.
- Микеланджело – Общителният Микеланджело е хумористичен и забавен. Освен че обича да чете комикси и да яде пица, тази костенурка има и приключенска страна. Най-добре познат е с репликата си „Кауабанга!“ или „Буякаша!“. Той носи оранжева маска и чифт нунчакута. Кръстен е на Микеланджело Буонароти.
- Донатело – Брилянтният учен, изобретател и разбирач по технологии, Донатело има репутация на щедър човек. Той е най-малко избухливата костенурка, предпочитайки да разрешава проблемите с интелекта си. Той носи лилава маска и дървена тояга (Бо). Кръстен е на Донато ди Николо ди Бето Барди.
- Сплинтър или така нареченият Хамато Йоши – Сенсей и осиновител на костенурките. Сплинтър е мутирал плъх, който е научил пътя на нинджицу от неговия учител – Хамато Йоши.

## В телевизионен ефир

### Костенурките нинджа (1987 г. – 1996 г.)
Когато към Playmates Toys се обръщат за създаването на играчки на костенурките нинджа, те са предпазливи и искат първо да се сключи телевизионна сделка.  На 28 декември 1987 г. започва първата анимационна поредица на Костенурките нинджа, която започва като минисериал от пет части и се превръща в редовна поредица. Сериалът е продуциран от Murakami-Wolf-Swenson Film Productions Inc, (по-късно и от Fred Wolf Films). Mirage Studios не притежава правата върху този анимационен сериал, макар и да участва в разработването му. Шоуто е по-опростено от комиксите. Тук костенурките са представени като четири забавни супергерои, които се борят срещу силите на злото от своето скривалище в канализацията. Те обичат пица и се появяват на повърхността за първи път в маски, кодирани с цветове на всяка костенурка, а в комиксите са носили само червени маски. Костенурките са били добре известни и с използването на идиоматични изрази, характерни за капиталистическия лагер, особено от Микеланджело. Думите и фразите включват "пич", "радикален", "тубулосо", "нахален" и вероятно най-разпознатият "ковабунга". В България епизодите са излъчвани по БНТ1 и бТВ Екшън.

### Костенурките нинджа: Нови приключения (2003 г. – 2009 г.)
През 2003 г. се обявява нов сериал на Костенурките нинджа, продуциран от 4Kids Entertainment, и започва да се излъчва в програмния блок "Fox Box" (по-късно преименуван на "4Kids TV"). По-късно се мести в блока "CW4Kids". Сериалът е продуциран и от Mirage Studios, а Mirage притежава една трета от правата върху сериала. Значителният дял на Mirage в творческия контрол води до анимация, която се доближава по-близо до оригиналните комикси, създавайки по-тъмно и по-грубо усещане от карикатурата от 1987 г., но все пак достатъчно подходяща за деца. Макар да е подходяща за деца, петият сезон е забранен в България заради прекомерно насилие и отблъскващо съдържание.

### Костенурките нинджа: Нова мутация (2012 г. – 2017 г.)
Nickelodeon придобива глобалните права на Костенурките нинджа от Mirage Group и 4Kids Entertainment Inc. и обявява нов телевизионен сериал на Костенурките нинджа, анимиран с CGI. Версията за 2012 г. се характеризира с анимеподобна иконография и акцент върху мутагена, който продължава да променя ежедневието на костенурките и техните врагове; освен това е акцентирана версия на оригиналната поредица. Също така включва и сериозни екшън епизоди. Сериалът има пет сезона.

### Възходът на Костенурките нинджа (2018 г. – 2020 г.)
Nickelodeon прави нов 2D анимационен сериал, базиран на франчайза, който се появява през септември 2018 г. Тази версия се характеризира с по-лек хумор и също има известна аниме иконография. За разлика от другите поредици, в тази фокусът върху Шредър е отместен и заменен с други колоритни злодеи.